# Zaragatoa nasofaríngea

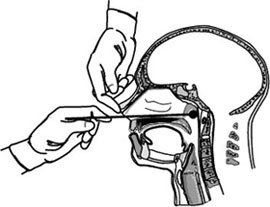
Zaragatoa nasofaríngea

Uma zaragatoa nasofaríngea e a técnica similar de aspiração nasofaríngea são métodos para a coleta de amostras a partir da parte detrás do nariz e garganta. São utilizadas no diagnóstico de tosse convulsa tal como em várias outras infeções virais.

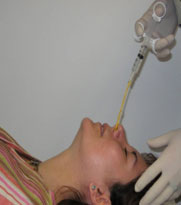
Aspiração nasofaríngea
- Vídeo- Realização de uma colheita através de zaragatoa nasofaríngea
- Realização de uma aspiração nasofaríngea